# Culicoides bricenoi
Culicoides bricenoi är en tvåvingeart som beskrevs av Oritz 1951. Culicoides bricenoi ingår i släktet Culicoides och familjen svidknott. Inga underarter finns listade i Catalogue of Life.